# Мазур-Ляховський Василь Омелянович
Мазур-Ляховський Василь Омелянович (1889, Кам'янець-Подільський, Російська імперія — 5 березня 1949, Аргентина (?)) — військовий старшина Армії Української Держави.

## Біографія
Народився у місті Кам'янець-Подільський.
Закінчив Суворівський кадетський корпус (у місті Варшава), Київське піхотне юнкерське училище (у 1909 році), вийшов підпоручиком до 168-го піхотного Миргородського полку, у складі якого брав участь у Першій світовій війні Закінчив два курси Військової академії Генерального штабу (у 1917 році). У 1917 році — старший ад'ютант штабу 11-ї піхотної дивізії, помічник старшого ад'ютанта оперативної частини штабу 8-ї армії. Останнє звання у російській армії — капітан.
З 10 березня 1918 року — помічник начальника розвідчого відділу Генерального штабу УНР. З 20 квітня 1918 року — старшина для доручень розвідчого відділу Генерального штабу УНР, одночасно — викладач тактики Інструкторської школи старшин. За Гетьманату був підвищений до звання військового старшини (підполковник). З 9 січня 1919 року — у розпорядженні штабу Лівобережного фронту Дієвої Армії УНР. Станом на 6 березня 1919 року — працівник оперативного відділу штабу Дієвої Армії УНР. З 11 квітня 1919 року — начальник дислокаційної частини оперативного відділу штабу Дієвої Армії УНР.
Восени 1919 року перейшов на бік Збройних Сил Півдня Росії.
З 1921 року перебував в еміграції у Німеччині, співпрацював з журналом «Война и Мир». Згодом мешкав в еміграції в Аргентині.